# Annabelle 3
Annabelle 3 (v anglickém originále Annabelle Comes Home) je nadpřirozený hororový film z roku 2019 založený na legendě panenky Annabelle. Premiéru v Česku měl 27. června 2019, ve Spojených státech měl premiéru 26. června 2019. Film získal od kritiků smíšené recenze. Je pokračováním Annabelle (2014) a Annabelle: Zrození zla (2017). Film napsal a režíroval Gary Dauberman.

## Obsazení
- Mckenna Graceová jako Judy Warrenová
- Madison Isemanová jako Mary Ellenová
- Katie Sarifeová jako Daniela Riosová
- Patrick Wilson jako Ed Warren
- Vera Farmigová jako Lorraine Warrenová
- Michael Cimino jako Bob Palmeri
- Paul Dean jako pan Palmeri
- Steve Coulter jako otec Gordon
- Luca Luhan jako Anthony Rios
- Anthony Wemmys jako pan Rios
- Alison Whiyeová jako paní Faleyová
- Stephen Blackehart jako Thomjako
- Sade Katarinová jako Camilla
- Kenzie Caplan jako Debbie
- Gary-7 jako otec Michaela Morriseyho
- Samara Leeová jako Annabelle Mullinsová
- Natalia Safranová jako Bride
- Alexander Ward jako Annabellelin démon